# Шастина (деревня)
Шастина — деревня в Аларском районе Иркутской области. Входит в муниципальное образование «Зоны».

## География
Расположена в 29 км к западу от районного центра — посёлка Кутулик.
Состоит из 1-й улицы (Озёрная).

## Происхождение названия
Название Шастина отфамильное, то есть происходит от фамилии Шастин (вероятно, это была фамилия первого жителя).

## Население
| 2002 | 2010 | 2011 | 2012 |
| ---- | ---- | ---- | ---- |
| 54   | ↘30  | →30  | ↗31  |